# Hoxie, Arkansas
Hoxie là một thành phố thuộc quận Lawrence, tiểu bang Arkansas, Hoa Kỳ. Năm 2010, dân số của thành phố này là 2780 người.

## Dân số
- Dân số năm 2000: 2817 người.
- Dân số năm 2010: 2780 người.